# 訓練道場
訓練道場（くんれんどうじょう）とは、郵便局の業務で配達中の誤配や郵便物の区分けでの誤区分など何らかのミスを犯した社員や、期間雇用社員（旧 ゆうメイト）などを業務から外し、同じミスを起こさないよう再教育を行う教育プログラムである。

## 概要
個人能率の平準化を目的とした郵便事業会社におけるJPS施策の一環である。社員の作業能率向上のため、トヨタ自動車の社員の指導の下、導入された。
「訓練道場」は、外務作業のバイク乗車訓練は地下駐車場などで、内務作業は事務室・会議室などで行われることが多い。訓練用のスペースに模擬区分台やケースに入った模擬郵便物、ケース置き台などが置かれ、作業場を再現する。訓練内容詳細は各支店ごとに異なり、実態が掴みづらいが、「安全運転訓練道場」は公の場において公開された事もある。再教育の対象になった社員を「パワーアップ期待社員」と呼ぶ場合も一部にある。
JR西日本の日勤教育のような労働管理の強化につながるという指摘も一部組合にはある。また、郵政産業労働組合は退社を強要するなどパワーハラスメントやモラルハラスメントといった別の問題も出ていると主張しているが、JP労組（旧・JPU、旧・全郵政）はこの問題を強く提起はしていない。
同様の呼称は郵政民営化前の郵便局・保険課で営業成績の著しく悪い職員に対しても呼ばれたことがある。前述のとおり、基本はトヨタ生産方式のコピーであるが、業種の異なる郵便事業会社では実効果に結びついていない。なお、2008年度をもってトヨタ自動車とのコンサルタント契約は終了した。